# Kap Sounion

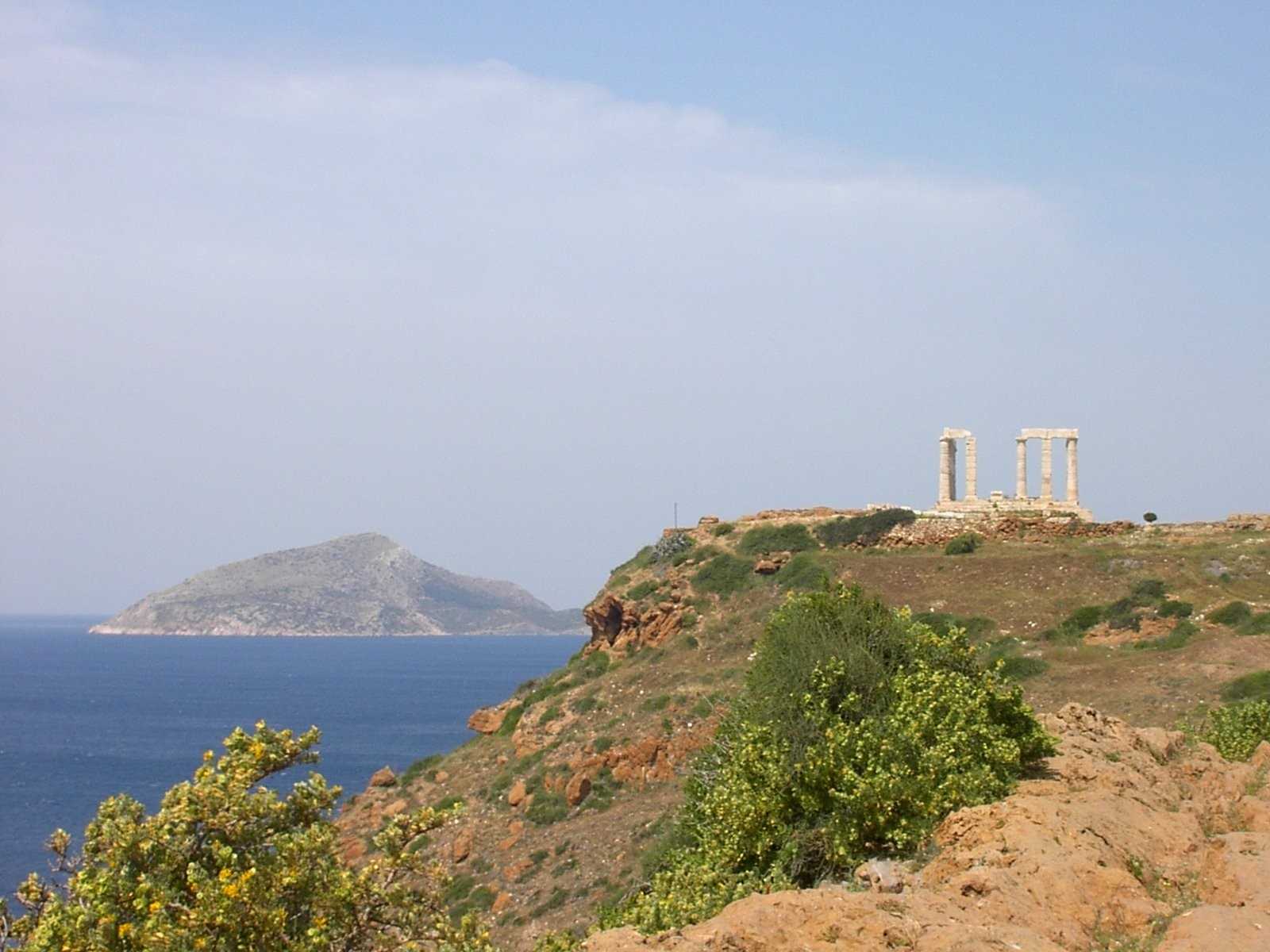
Kap Sounion mit der Ruine des Poseidontempels

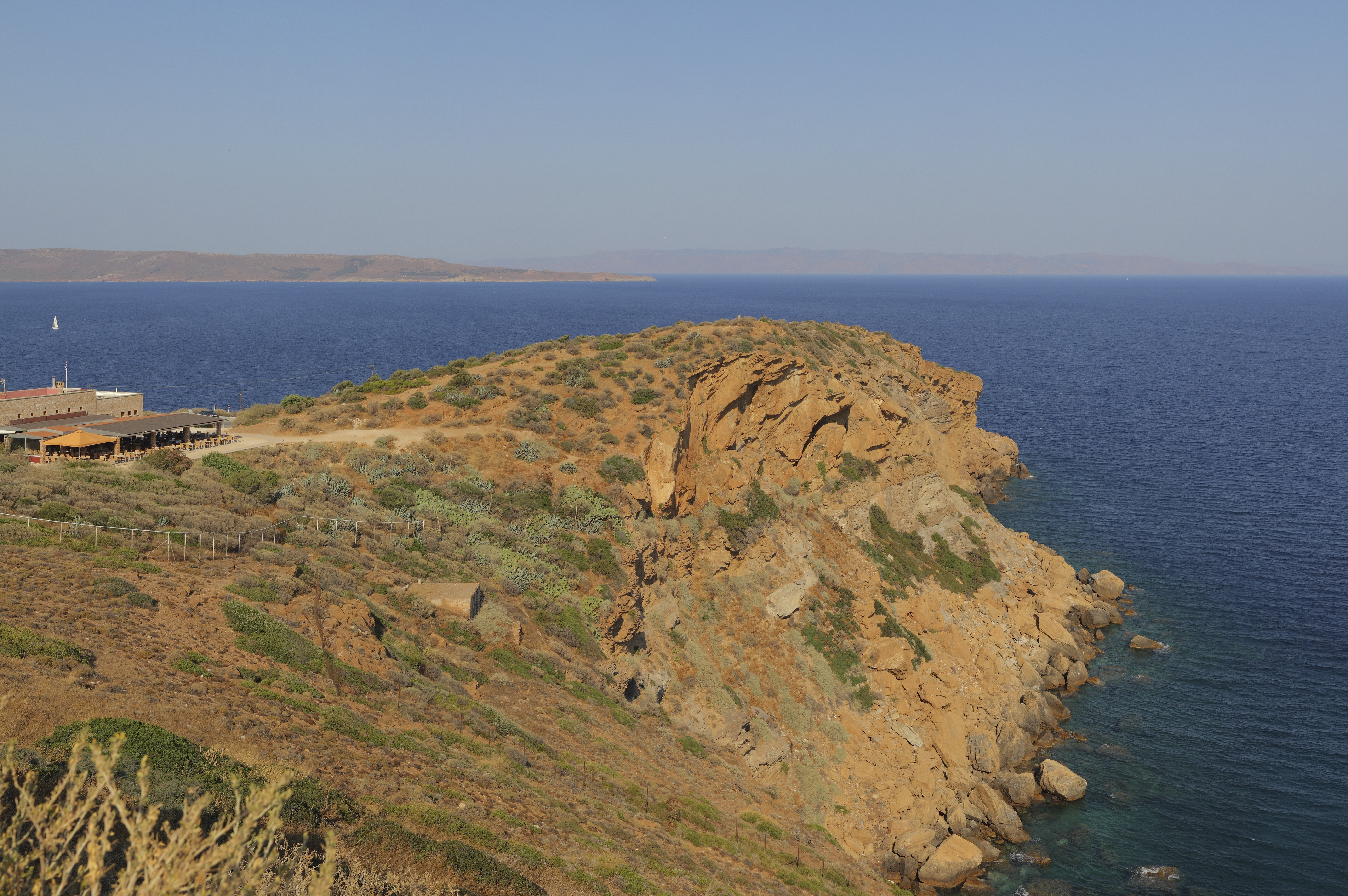
Kap Sounion

Kap Sounion (auch Sunion, altgriechisch Άκρον Σούνιον Akron Soúnion, lateinisch Sunium promunturium, venetisch Capo Colonne Kap der Säulen, neugriechisch Ακρωτήριο Σούνιο Akrotirio Sounio oder Κάβο κολώνες Kabo kolones) ist ein Kap an der südlichsten Spitze Attikas. Es ist bekannt wegen der Ruine des antiken Marmortempels des Meeresgottes Poseidon.

## Lage
Das Vorgebirge ist 69 km von Athen entfernt. Auf dem Gipfel der an drei Seiten steil ins Meer abfallenden Landspitze, 60 m über dem Meer, ist auf einer künstlichen Terrasse der berühmte Marmortempel des Gottes Poseidon aus dem 5. Jahrhundert v. Chr. angelegt.
Von dort bietet sich ein beeindruckender Panoramablick auf die umliegenden Inseln der Ägäis. In der Nähe sind die Inselchen Makronisos im Osten und Patroklou oder Patroclus im Westen gelegen, in etwas größerer Entfernung die Inseln Kea, Kythnos und Serifos. An klaren Tagen geht der Blick bis zu der Insel Milos in 97 km Entfernung. Im Osten ragt hinter Kea die 994 m (3261 ft) hohe Spitze der Insel Andros hervor. Im Westen geht der Blick über den Saronischen Golf zu den gebirgigen Gestaden der Argolis.
Kap Sounion ist heute eine touristische Attraktion, insbesondere die Sonnenuntergänge sind beeindruckend. Als beliebtes Ziel eines Tagesausflugs wird es von Athen auf der Ethniki Odos 91 erreicht, die entlang der Westküste Attikas (der „Attischen Riviera“) verläuft und etliche gehobene Wohnbezirke wie Glyfada, Vouliagmeni und Varkiza passiert. Die Stätte und ihre Umgebung wurde zu einem von zehn griechischen Nationalparks erklärt, was einer weiteren baulichen Erschließung (in der Nähe, unterhalb des Tempels, befinden sich zwei Tavernen und ein Hotel) Einhalt gebot.

## Mythologie

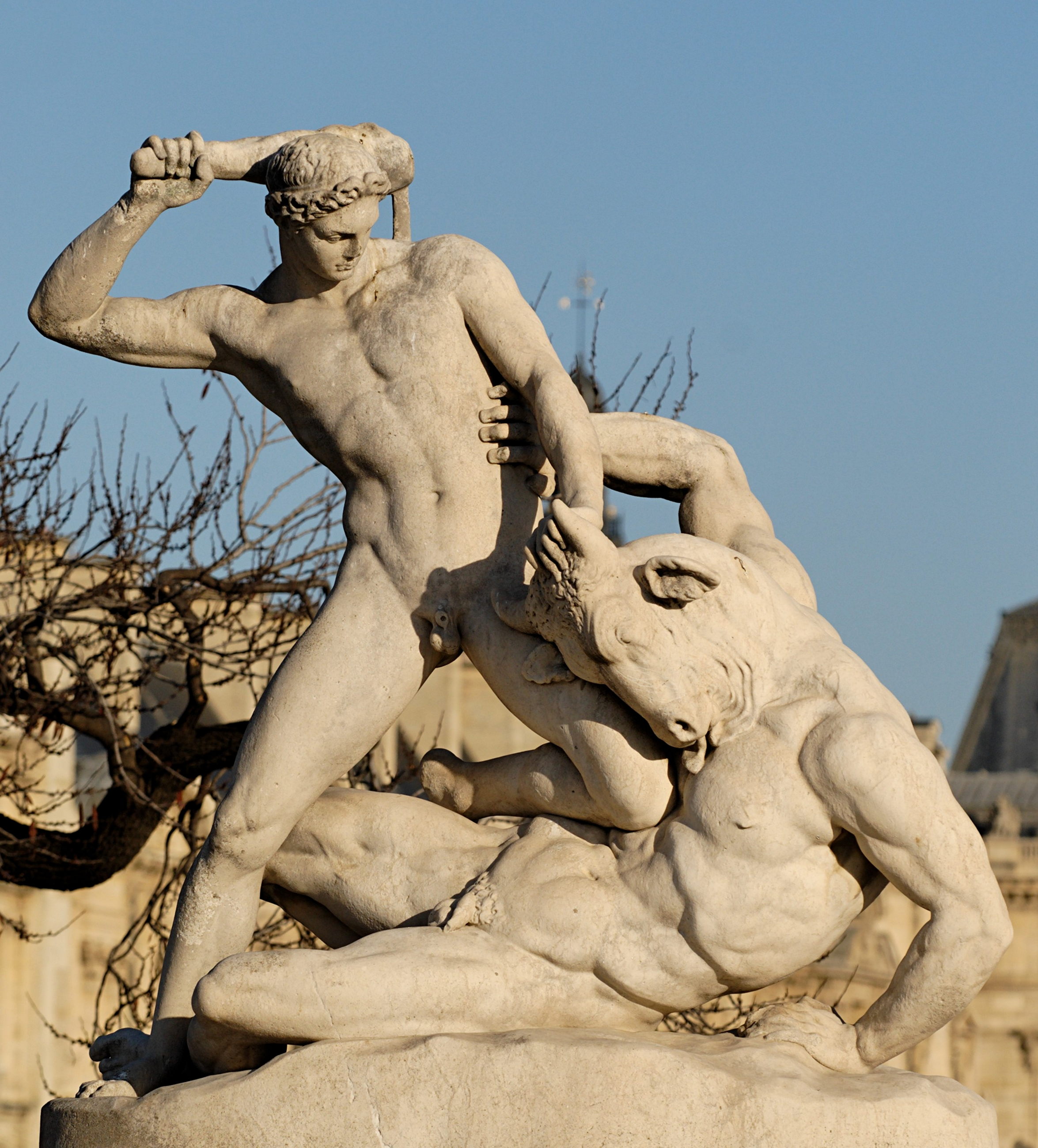
Theseus kämpft mit dem Minotaurus, v. Étienne-Jules Ramey, Marmor, 1826. Tuileries, Paris.

Hier soll sich nach der Legende König Ägeus von Athen in das seitdem nach ihm benannte Ägäische Meer gestürzt haben, als er das Schiff seines Sohns Theseus mit schwarzen Segeln aus Kreta zurückkehren sah. Die schwarzen Segel waren ein verabredetes Zeichen für den Tod Theseus’, der jedoch noch lebte und im Siegesrausch über den Minotaurus vergessen hatte, die schwarzen Segel gegen weiße auszutauschen, so dass Ägeus aus Trauer seinem Leben ein vorzeitiges Ende setzte.

## Geschichte
Schon Homer nannte Kap Sounion in der Odyssee „heilig“:

„Ἀλλ’ ὃτε Σόυνιον ἱρόν ἀφικόμεθ’, ἄκρον Ἀθηνέων

ἔνθα κυβερνήτην Μενελάου Φοῖβος Ἀπόλλων

οἷσ’ ἀγανοῖσιν βέλεσσιν ἐποιχόμενος κατέπεφνε,...“
„Aber am attischen Ufer bei Sounions heiliger Spitze

siehe, da ward der Pilot des menelaischen Schiffes

von den sanften Geschossen Apollons plötzlich getötet.“

Seit frühester Zeit befand sich hier eine Ortschaft mit Heiligtümern des Poseidon und der Athene. Funde ägyptischer Herkunft in Sounion weisen auf den ausgedehnten Außenhandel hin. An der Felsküste sind heute noch antike Schiffsanlegeplätze aus dem 4. Jahrhundert vor Chr. sichtbar.

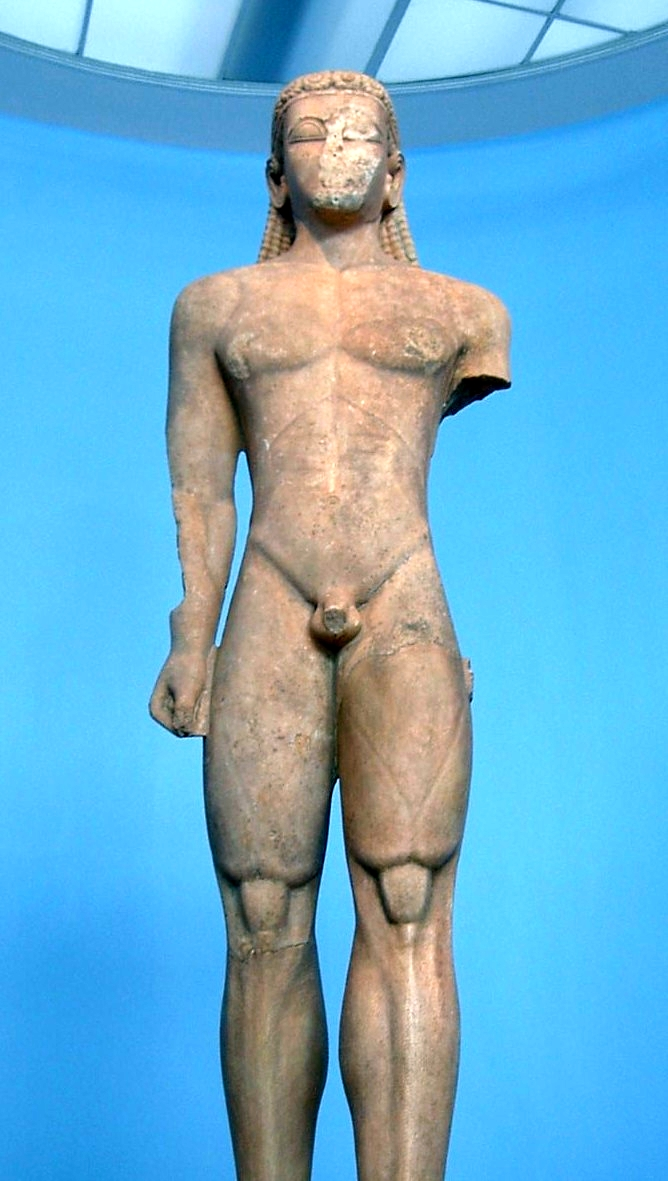
Sounion-Kouros

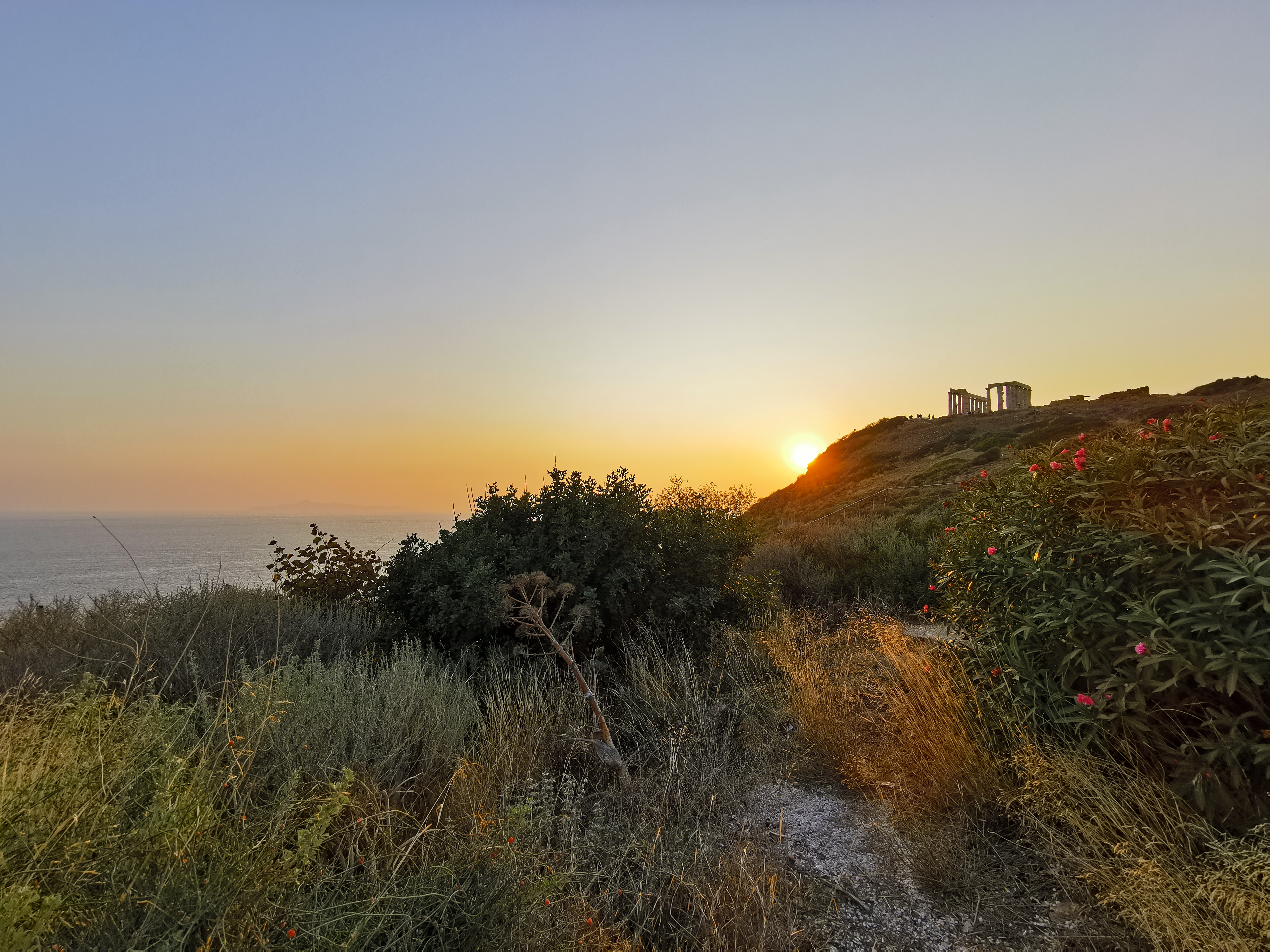
Tempel des Poseidon

Auf den Klippen standen seit Ende des 7. Jahrhunderts vor Chr. überlebensgroße Kouroi als Weihgeschenke. Besonders bekannt hiervon ist der sogenannte Sounion-Krieger, der sich heute in Athen im Archäologischen Nationalmuseum befindet.
Um 490 v. Chr. wurde an dieser Stelle ein noch nicht vollendeter Tempel aus Tuffstein von den Persern zerstört. Gegen 440 v. Chr. wurde dann ein dorischer Peripteros errichtet, dessen Reste sich erhalten haben.
In der ersten Hälfte des 5. Jahrhunderts vor Chr. fanden aiginetische Demokraten in Sounion Zuflucht. Von hier aus unternahmen sie Seeraub gegen Ägina. Im Peloponnesischen Krieg wurden 413/412 der Ort Sounion und der Tempel mit einer turmbewehrten Mauer umgeben, um den wichtigen Seeweg von Euboea nach Athen zu sichern. Nach dem Sieg über Xerxes I. in der Seeschlacht von Salamis stellten die Athener eine vollständige erbeutete Triere als Weihgeschenk für Poseidon am Kap Sounion auf.
Beim Poseidonfest von Sounion, das alle vier Jahre stattfand, wurden Scheinkämpfe mit Trieren aufgeführt.
In ca. 500 m Entfernung stand ein in klassischer Zeit erbauter Tempel der Athene Sunias, dessen Steine aber im 1. Jahrhundert v. Chr. für den Bau der Agora in Athen abgetragen wurden.
Der ummauerte Ort war bis in die römische Zeit bewohnt und ein oft angelaufener Hafen mit einem Sklavenmarkt.
Die ersten wissenschaftlichen Grabungen auf dem Kap führte im März 1884 das Deutsche Archäologische Institut unter der Leitung von Wilhelm Dörpfeld durch.
Zu diesem heiligen Bezirk gehörten noch Propylon, Stoa und ein Bankettsaal. Das Propylon wurde etwas später als der klassische Tempel gebaut.

## Poseidontempel

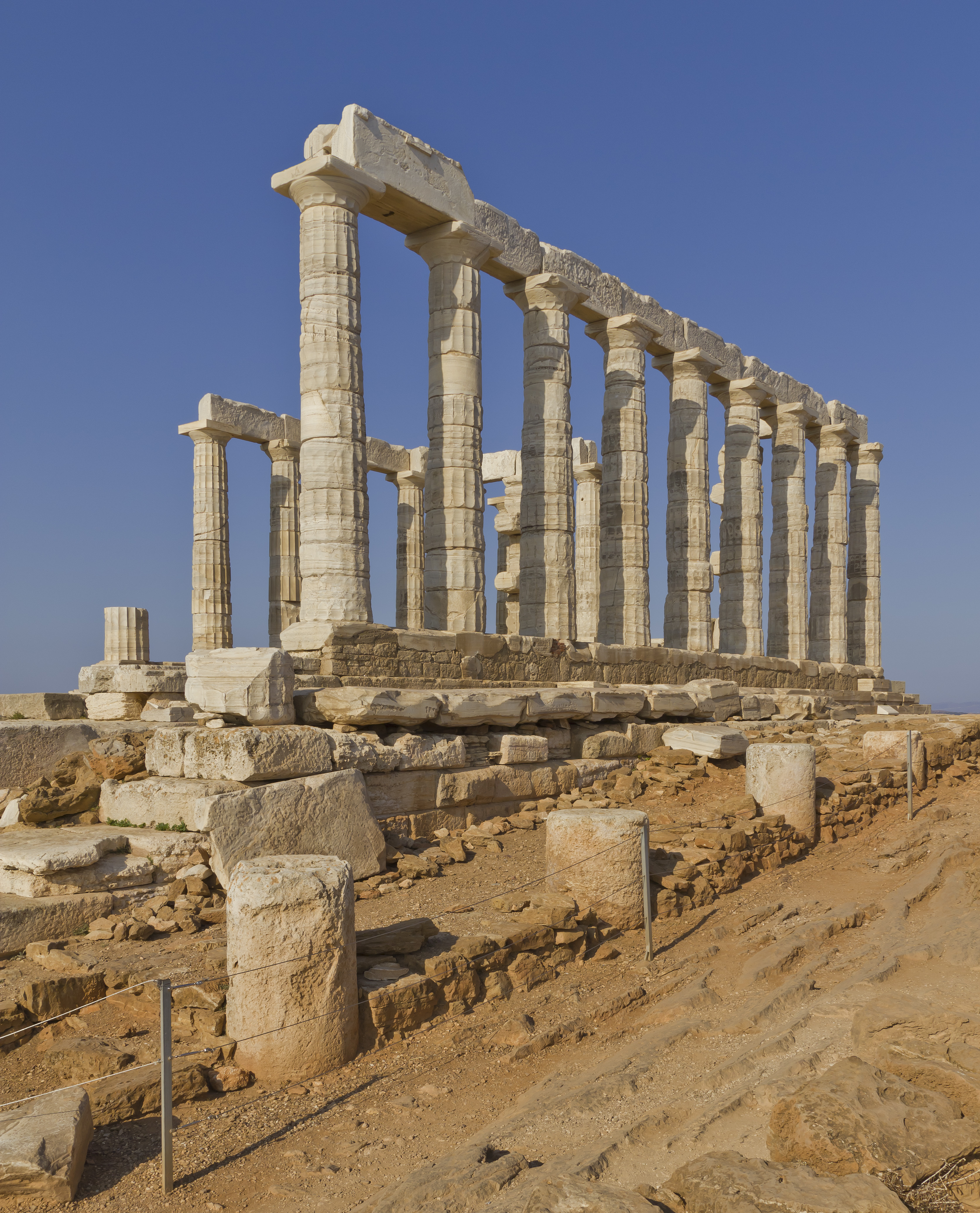
Die Ruine des Poseidon-Tempels

Der Poseidontempel in Sounion war eine Stätte, an der Seeleute für eine Reise die Gunst des Meergotts erbitten konnten – etwa mit Homers Worten:

„κλῦθι, Ποσείδαον γαιήοχε, μηδὲ μεγήρῃς

ἡμῖν εὐχομένοισι τελευτῆσαι τάδε ἒργα.“
„Höre mich, Poseidaon, du Erdumgürter! Verwirf nicht
Unser frommes Gebet; Erfülle, was wir begehren!“

Vor allem aber brachten Seeleute oder ganze Stadtstaaten Tieropfer oder Weihegaben, um Poseidon günstig zu stimmen oder ihm für eine glückliche Überfahrt zu danken, wie es Homer ebenfalls – für andere Stätten – mehrfach schildert:

„… Ποσειδάωνι δὲ τάυρων
Πόλλ’ ἐπὶ μῆρ’ ἒθεμεν, πέλαγος μέγα μετρήσαντες.“
„… Hier brannten wir Poseidaon
Viele Lenden der Stiere zum Dank für die glückliche Meerfahrt.“

Er wurde gegen 440 v. Chr. als dorischer Peripteros errichtet, während der Regierungszeit des Perikles, als auch der Parthenon in Athen erbaut wurde.

Grundriss eines Peripteros

Der Grundriss mit umlaufendem Säulenkranz, davon je sechs Säulen an Vorder- und Rückseite, ist typisch für die Periode seiner Errichtung. Es wird vermutet, dass er von dem Architekten Kallikrates entworfen wurde, nach dessen Plänen auch der Tempel des Hephaistos in Athen, der Nemesis-Tempel in Rhamnous und der Ares-Tempel in Acharnes gebaut wurde.
Das Tempelgebäude steht exakt auf dem Grundriss seines Vorgängerbaus, was in Betracht der zeitlichen Differenz von mehreren Jahrzehnten eine Besonderheit darstellt, da der Neubau den „moderneren“, klassischen Normen eines dorischen Peripteros mit 6 × 13 Säulen entspricht.
Das Fundament des Bauwerks bildet ein dreistufiger Stylobat, der sich über eine Fläche von 31 m × 13,5 m ausdehnt und die Unregelmäßigkeit des Geländes ausgleicht.
Von den ursprünglich insgesamt 38 dorischen Säulen standen im 19. Jahrhundert noch 11 aufrecht, 5 weitere wurden mittlerweile wieder aufgestellt. Sie erwecken einen schlanken, relativ eleganten Eindruck, so dass sie fast ionisch wirken. Dies beruht darauf, dass ihr Basisdurchmesser bei nur 1 m liegt. Daraus ergibt sich bei einer Höhe von 6,10 m, dass die Säulen mehr als sechsmal so hoch wie breit sind, während das Richtmaß für die dorische Ordnung gewöhnlich bei viereinhalb- bis höchstens fünfmal lag. Zudem ist der Echinus, die Wulst zwischen Säulenschaft und Abakus, vergleichsweise schlank, d. h. nicht angeschwollen gestaltet. Das einzige, was die Säulen etwas breiter erscheinen lässt, ist die Verminderung der Anzahl der Kanneluren von den üblichen 20 auf 16. Diese Baumaßnahme hat keine ästhetische, sondern eine Schutzfunktion gegen die Erosion des Gesteins durch Wetter, Wind und Wellen. Die verkleinerte Oberfläche bietet den Naturgewalten nämlich eine geringere Angriffsmöglichkeit, sodass die Verwitterung verzögert wird.
Eine letzte Besonderheit der Säulen ist das verwendete Material, Marmor aus dem nahen Agrileza. Er enthält fast keine Eisenbestandteile, wodurch die gelbbräunliche Oxidation ausbleibt und die Säulen ihr noch heute makellos schönes Weiß behalten. Die starke Abgegriffenheit der Säulen beruht auf der gröberen Konsistenz des Marmors, der nicht so fein ist wie etwa Pentelischer Marmor.

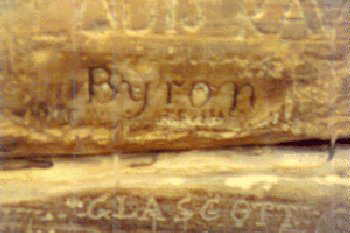
Kap Sounion, Graffito Lord Byron

Von dem aus parischem Marmor gehauenen Skulpturenschmuck des Tempels sind nur spärliche Reste erhalten. Der Fries an der Ostseite stellte den Kampf der Kentauren mit den Lapithen dar, der Ostgiebel, von dem nur eine sitzende weibliche Figur erhalten ist, wahrscheinlich den Kampf zwischen Poseidon und Athene um die Herrschaft über Attika. Im rechteckigen fensterlosen Naos befand sich gegenüber dem Eingang das Kultbild, eine kolossale, bis zur Decke in 6 m Höhe reichende wohl vergoldete Bronzestatue des Poseidon. Poseidon dürfte wie üblich mit einem Dreizack dargestellt gewesen sein.
Schon in der Antike konnten Besucher der Versuchung nicht widerstehen, ihren Namen in Wände und Säulen zu ritzen. Solche Graffiti sind schon in den ältesten Berichten erwähnt. Auch Lord Byron hat sich in dieser Weise an der nördlichen Ante des Tempels verewigt.

## Benennung eines Schiffs
Der unter griechischer Flagge fahrende Öltanker „MV Sounion“, der Mitte August 2024 im Roten Meer von der islamistischen Huthi-Miliz im Jemen angegriffen wurde und brennt, hat 150.000 t Rohöl geladen und scheint mit Stand 28. August 2024 Öl zu verlieren. Das Schiff ist wohl nach dem Kap benannt.